# 阿米利亚 (西班牙)
阿米利亚（西班牙語：Armilla）是西班牙安达卢西亚自治区格拉纳达省的一个市镇。总面积4平方公里，总人口15404人（2001年），人口密度3851人/平方公里。